# San Juan del Río (Querétaro)
San Juan del Río es una ciudad mexicana ubicada en el estado de Querétaro, a 57 kilómetros de la capital del estado, Santiago de Querétaro. Es cabecera del municipio homónimo. 
Es la segunda ciudad más poblada del estado solo después de la capital estatal, al tener en 2020 una población de 177 719 habitantes, lo que representa el 12,6% del total de población estatal, de acuerdo con el conteo y delimitación oficial realizada por el Instituto Nacional de Estadística y Geografía. La población de la Zona metropolitana de San Juan del Río asciende a 370 005 habitantes.
San Juan del Río es un importante enclave industrial en la cercanía de la ciudad capital de Querétaro. Además cuenta con cada vez un mayor número de atractivos turísticos. Muchos de los hoteles de este municipio se encuentran alojados en antiguas haciendas coloniales. También fue un punto clave en el desarrollo histórico del país por encontrarse en el camino real tierra adentro y cuenta también con un particular museo: el Museo de la Muerte; este recinto se ubica en un antiguo cementerio y hospeda 450 tumbas al igual que una vista panorámica de la ciudad. 
Es uno de los grandes productores de ópalo en el país, las minas más antiguas se encuentran cerca de los límites del vecino municipio de Tequisquiapan; San Felipe y la Carbonera, las más importantes de la región. 
En 2010, el centro histórico de la ciudad fue declarado Patrimonio de la Humanidad como parte del conjunto Camino Real de Tierra Adentro.

## Símbolos

### Escudo
El 24 de junio del año 1984, el Ayuntamiento de San Juan del Río encabezado por el ingeniero Leopoldo Peralta Navarrete, en sesión solemne de Cabildo declara el nuevo escudo oficial. El resultado del diseño fue de una convocatoria que se lanzó para tal efecto de la cual resultó ganador el pintor Héctor Raúl Rojas López a quien, en esa misma sesión, se le nombró Hijo Predilecto de San Juan del Río.
Este escudo se compone de un blasón tradicional acompañado de un par de cenefas que descienden desde la parte superior y se unen en la parte central inferior. El escudo de San Juan del Río es uno compuesto, de tipo español, que así como el portugués y el flamenco (países que recibieron influjo español) es redondeado en la base con la forma de un arco de medio punto invertido.
El blasón se divide en tres cuarteles que contienen aspectos representativos del municipio: en el medio superior se ubica la imagen del Santo Patrono San Juan Bautista representado en medio cuerpo; luego, simbolizando el devenir histórico, está  el puente de cinco arcos: el gran puente de piedra, representando la fundación, la evangelización y el desarrollo durante el virreinato.
El medio inferior se divide, a su vez, en dos cuarteles que representan el momento previo a la evangelización: a la siniestra se ubica la rodela otomí que simboliza nuestras raíces prehispánicas, cuando los españoles llegaron a Iztacchichimecapan (antiguo nombre de San Juan del Río) a la conquista. A la diestra la representación del Reino de España como significado de quienes fundan el pueblo. En la parte baja del blasón se ubica un gallardete que lleva inscrito el nombre del municipio: San Juan del Río.
El autor del escudo tomó elementos de la heráldica para su creación, incluyendo como base de la composición el representativo Puente de Piedra, sobre él la imagen del patrono San Juan Bautista -recordando la fecha del 24 de junio de 1531, día de San Juan Bautista en que ocurrió, según la leyenda, la fundación española de San Juan del Río- y la representación del Reino de España en sus colores característicos con las torres del Reino de Castilla y los leones rampantes del Reino de León, que ya aquí se muestran unificados.
Este es el escudo original a colores en diseño estilizado. Es la obra original del autor. Los esmaltes (colores) que integra son los siguientes: metal: oro; y cinco esmaltes: gules (rojo), azur (azul), sable (negro), sinople (verde), leonado (marrón) y carnación (carne).
El esmalte heráldico designa el atributo cromático de un campo o de un fondo. Se trata de colores simbólicos: así, por ejemplo, el gules se representa por un rojo sea bermellón, escarlata, carmín u otro. Los esmaltes están repartidos en tres grupos: los metales, compuestos esencialmente del oro y el plata; los colores, compuestos esencialmente del azur, del gules, del sable, del sinople y del púrpura; y también Los forros, compuestos esencialmente del armiño y del vero, así como de sus innumerables variantes; son de hecho composiciones "bicromáticas", reuniendo un esmalte con un metal.

## Historia

### Época prehispánica
En lo que ahora ocupa la superficie municipal de San Juan del Río, en la orilla del río que lleva el mismo nombre, se han encontrado vestigios de la antigua cultura Otomí con ascendencia de Chupícuaro, legados que indican que la zona fue habitada hacia el año 400 a. C. Los antiguos pobladores eran recolectores sedentarios; portadores de una cultura y forma de vida compleja. Se considera como una de las organizaciones sociales más antiguas del altiplano mexicano. La cultura Otomí aportó avances muy importantes, sobre todo en el cultivo del maíz, frijol, calabaza y maguey.
Los otomíes, después de tener grandes avances en la agricultura, se agruparon en la región en torno al cerro Techimacit (hoy barrio de la cruz); en la cañada que forma el lecho del río; construyeron sus casas formando el poblado que llamaron Ixtachichimecapan, que significa tierra de Chichimecas blancos, y cuyo cacique era Mexici quien posteriormente recibió el nombre cristiano de Juan.

### Fundación
San Juan del Río se fundó como villa de indios el día 24 de junio de 1531 (aunque para algunos autores, como Agustín Ruiz Olloqui la fecha verdadera de la fundación es el 24 de junio de 1526, la cual aparece en un documento de la colonia que trata sobre un asunto de aguas y que actualmente permanece en el Archivo Histórico Municipal), y fue denominada así por ser ese día la festividad de San Juan Bautista, y por quedar a orillas de un caudaloso río, se le aplicó también el "del Río". Cabe señalar que es alrededor de esta fecha que se celebra anualmente la feria de la ciudad, en la que tienen lugar corridas de toros, juegos mecánicos, conciertos y demás eventos culturales.
San Juan del Río marcaba, junto con Santiago de Querétaro, una frontera de salvaguarda durante la confrontación entre los grupos chichimecas llamados bárbaros y el expansionismo virreinal; tiempo más adelante, ambas ciudades fueron el punto intermedio entre fundos mineros de Zacatecas y San Luis Potosí con la Ciudad de México.

### Época colonial
Una vez fundada la villa y dada por conquistada pacíficamente, se comenzó la labor organizativa y de edificación; se erigió la primera capilla del pueblo construida por los religiosos franciscanos y se realizó el trazado de las calles principales «sobre una área de 2 500 varas cuadradas de buena tierra y suave pendiente». El Pueblo de San Juan del Río, cabecera de su Feligresía y de la Jurisdicción, está fundado en una ladera que mira al norte y Poniente que remata en un valle quebrado insensiblemente, que está cercado por todas partes de cerros y lomas.
La labor constructiva durante el siglo XVI, se restringió al ámbito de la organización de la villa y a resolver ciertos problemas inmediatos. Uno de los primeros elementos urbanos de uso comunitario fue la construcción del puente sobre el río San Juan, que durante la época de lluvias prácticamente dejaba incomunicada a la población. Este asunto afectaba tanto a la población sanjuanense como a los intereses del gobierno virreinal, principalmente por ser lugar de tránsito y descanso de los constantes viajeros con cargamentos de plata, que venían del Norte con rumbo a la Ciudad de México. El puente que alivió el problema es atribuido a Fray Sebastián de Aparicio y se construyó en el año de 1561 (hoy avenida Benito Juárez, frente al panteón municipal). Dado que el tránsito por el puente además de ser pesado era constante, en 1621 tuvo que ser reconstruido. Miguel Hidalgo pasó por este puente.

### Siglo XVIII

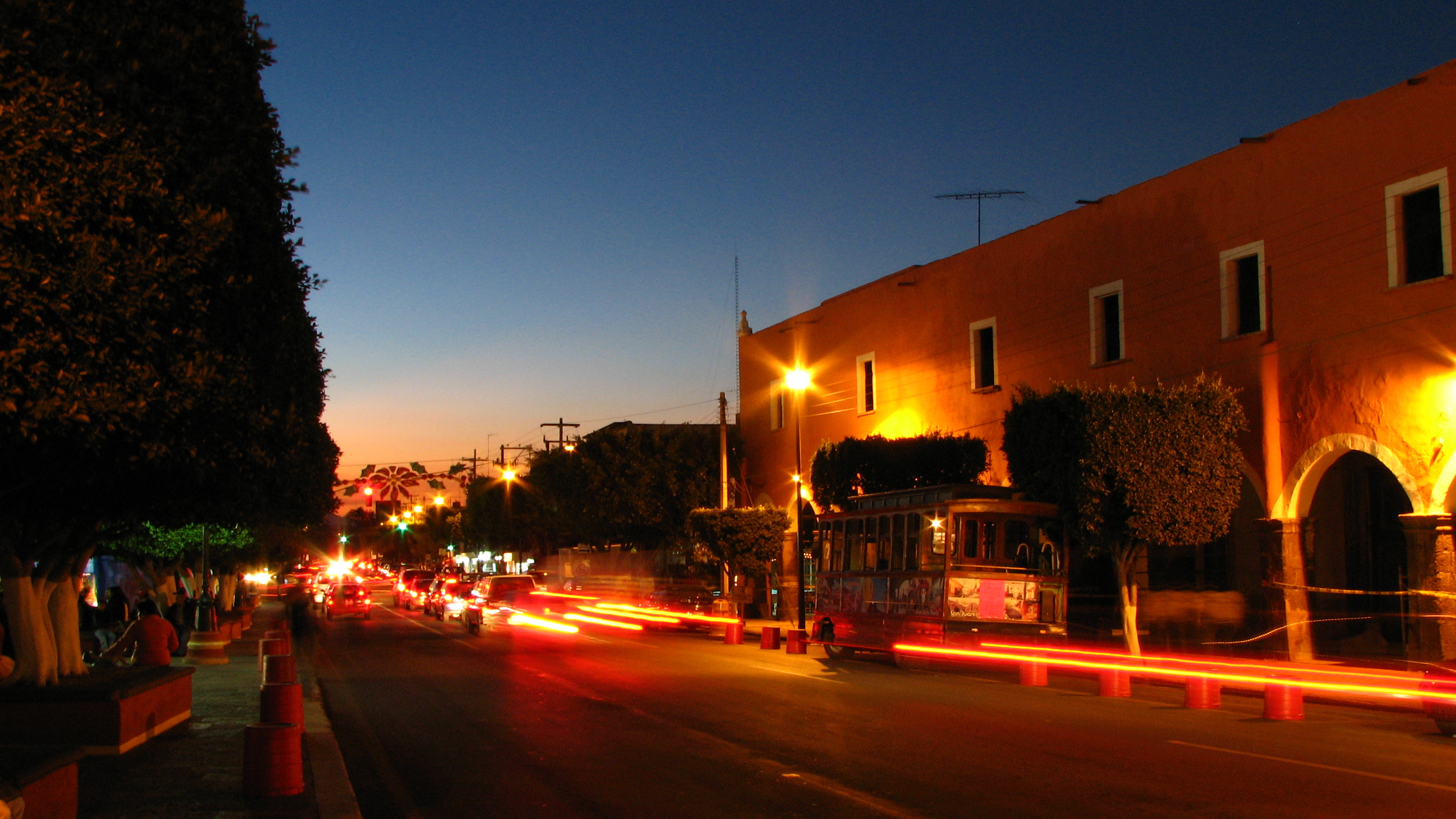
Av. Juárez y Portal del Diezmo que data de mediados del.

A principios del siglo XVIII, a instancias del gobierno virreinal se volvió a reconstruir, teniendo como resultado un puente mucho más sólido y vistoso que los dos anteriores: construido sobre cinco arcos y placas de cantera que a la fecha se mantienen vigentes. Este puente se concluyó el 23 de enero de 1722 gobernando el duque de Linares.
Además de este relevante elemento urbano, empezaron a ganar terreno las iglesias, templos y conventos con su respectiva influencia ideológica. El antiguo casco urbano de San Juan del Río es similar al de Querétaro, en el cual quedaron incluidos dos tipos de trazado, la traza irregular que se supone fue la zona indígena antigua en donde se edificó el templo para indígenas del Calvario (llamado así por la sinuosidad y pendiente del terreno en donde se encuentra enclavado). El otro trazado de calles coincide con la práctica española de ese entonces «a cordel», cuyo elemento urbano y de unión era el templo para españoles de San Juan Bautista. A ambos edificios se les anexaron camposantos, del primero todavía se conserva el nombre original de Santa Veracruz. En 1670 se formalizó la primera escuela de letras para niñas, recibiendo el nombre de «Beaterio de Nuestra Señora de los Dolores», fundado por las Hermanas Terceras de la Orden de San Francisco, mismo que en el año de 1683 fue reorganizado por el venerable dray Antonio Margil de Jesús, de quien se cuenta una interesante leyenda. En 1672, se fundó el Hospital y Convento de San Juan de Dios, para la atención de los enfermos que había en la ciudad y los visitantes que se detenían a su paso, hoy este edificio es ocupado dignamente por la Universidad Autónoma de Querétaro. En 1693 se inició la construcción de una nueva iglesia parroquial, misma que fue consagrada el 25 de julio de 1729 y dedicada al santo patrón de la ciudad, san Juan Bautista. Por esas mismas fechas se concluyó la construcción del templo y convento de Santo Domingo; el mencionado convento se localiza en la calle principal de San Juan del Río, por la entrada del camino real (en el hoy cruce de las avenidas Juárez y Zaragoza). Su fachada es de cantera, adornada con tres escudos: La Merced, San Francisco y Santo Domingo.

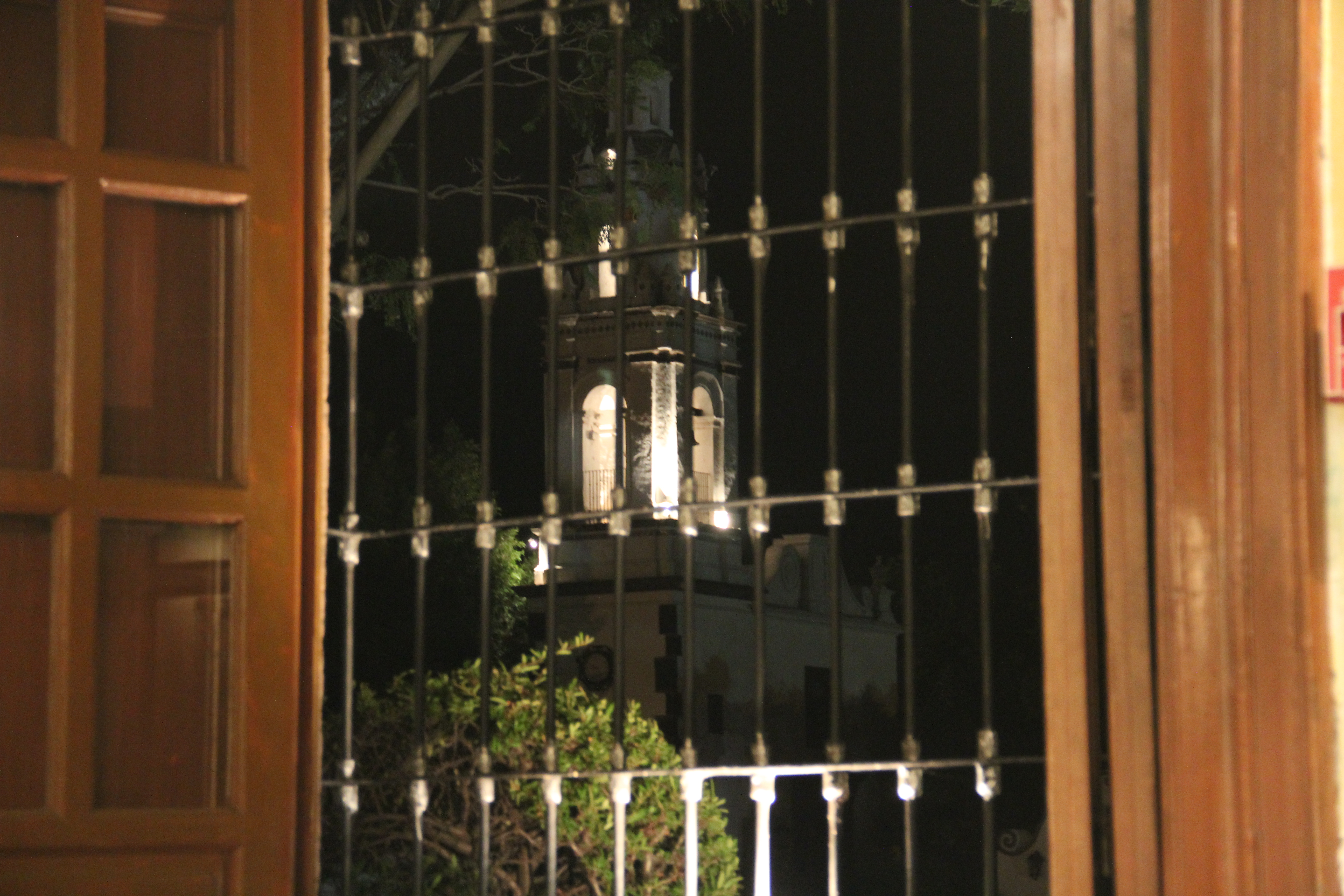
Hacienda Galindo

En el día 3 de abril de 1847, y en el marco de la guerra entre México y los Estados Unidos, el gobierno del Estado otorgó a la entonces Villa de San Juan del Río el título de ciudad. Hacia 1855, la industria y el comercio tuvieron un importante impulso. Entre los establecimientos y empresas más relevantes de la época se contaban: barberías, carpinterías, coheterías, curtidurías, fábricas de cerveza, herrerías, molinos de trigo, pailas de jabón, trapiches de algodón, panaderías, platerías, talleres de pintura, sastrerías, sombrererías, talabarterías, telares de lana y manta, talleres de rebozos, zapaterías y fusterías.
En 1863, Benito Juárez, en su huida a San Luis Potosí, pernoctó en San Juan del Río y, en 1867, Maximiliano de Habsburgo lanzó en esta ciudad una de sus últimas proclamas, en la cual exhortaba a la población a defender "la Independencia y el orden interior del país". Posteriormente, en el cerro de las Campanas de la ciudad de Querétaro era fusilado junto a los generales Miramón y Mejía.

### Época contemporánea
En la última década del siglo XIX San Juan del Río participó del desarrollo ferroviario al tenderse la vía del Ferrocarril Nacional Mexicano y, años más tarde, al asentarse en esta ciudad la "Casa Redonda" para la reparación de máquinas de vapor.
Durante el período 1960-1970, San Juan del Río inició su transformación urbana, económica y social del fuerte impulso dado al proceso industrializador, comercial y de comunicaciones; factores que han colocado actualmente a este municipio como el segundo en importancia en el Estado de Querétaro.

## Geografía

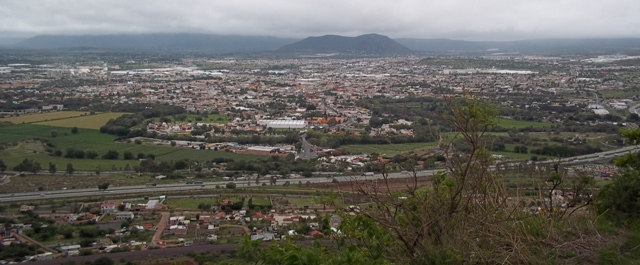
Vista parcial de la ciudad desde el cerro de la venta

La ciudad se encuentra asentada en un valle sedimentario centro de una rica zona agrícola con abundantes corrientes subterráneas de aguas termales de unos 37.5 °C. Rodean al valle de San Juan las serranías de La Llave (2450 m s. n. m.) de Xajay (2750 m s. n. m.) de Escolásticas (2800 m s. n. m.) y Jingó (2500 m s. n. m.).
El río San Juan, cuyas fuentes se localizan en el Estado de México, es la principal corriente del municipio y del estado. Dicho río, al salir del municipio de Tequisquiapan, ya con el nombre de río Moctezuma forma el límite natural entre los estados de Querétaro e Hidalgo y desemboca ya como río Pánuco en el golfo de México en el puerto de Tampico.

### Clima
San Juan del Río posee un clima semiseco, las lluvias caen principalmente en el verano. La nieve es rara en esta zona, aunque los cerros al noreste de la ciudad se han visto cubiertos con una ligera capa blanca.

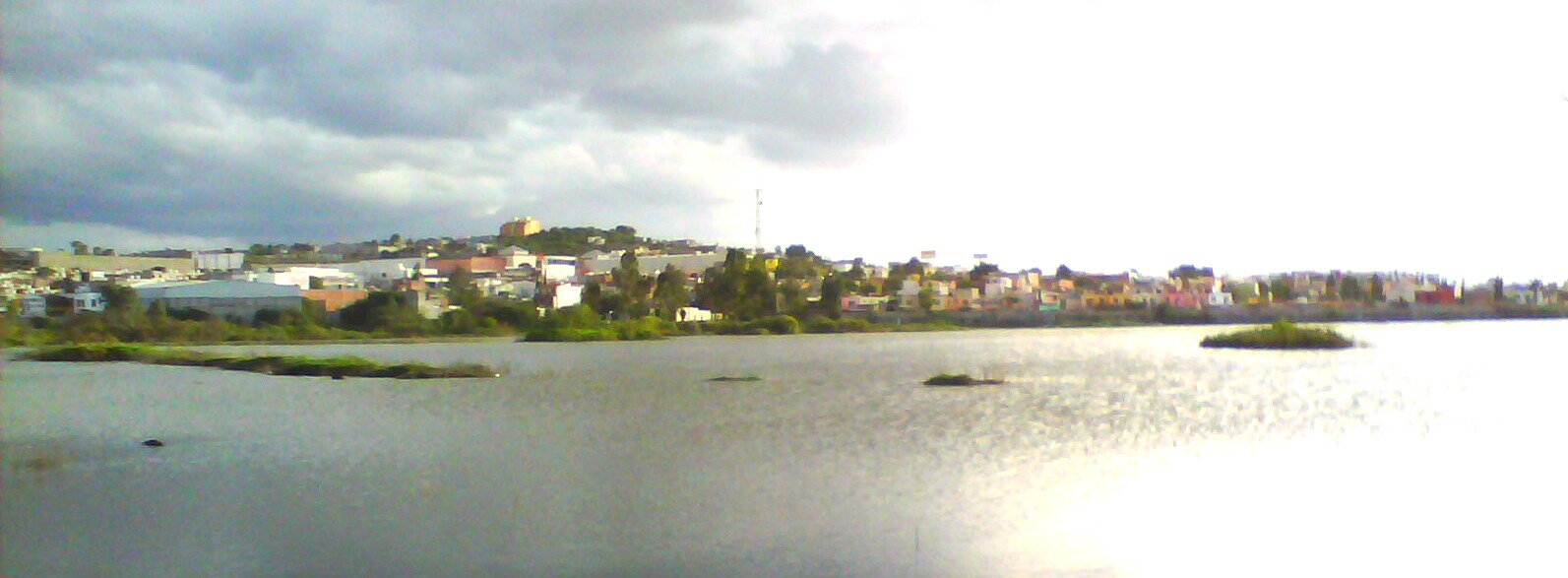
Vista desde el Bordo Banthi.

| Parámetros climáticos promedio de San Juan Del Río | Parámetros climáticos promedio de San Juan Del Río | Parámetros climáticos promedio de San Juan Del Río | Parámetros climáticos promedio de San Juan Del Río | Parámetros climáticos promedio de San Juan Del Río | Parámetros climáticos promedio de San Juan Del Río | Parámetros climáticos promedio de San Juan Del Río | Parámetros climáticos promedio de San Juan Del Río | Parámetros climáticos promedio de San Juan Del Río | Parámetros climáticos promedio de San Juan Del Río | Parámetros climáticos promedio de San Juan Del Río | Parámetros climáticos promedio de San Juan Del Río | Parámetros climáticos promedio de San Juan Del Río | Parámetros climáticos promedio de San Juan Del Río |
| Mes                                                | Ene.                                               | Feb.                                               | Mar.                                               | Abr.                                               | May.                                               | Jun.                                               | Jul.                                               | Ago.                                               | Sep.                                               | Oct.                                               | Nov.                                               | Dic.                                               | Anual                                              |
| -------------------------------------------------- | -------------------------------------------------- | -------------------------------------------------- | -------------------------------------------------- | -------------------------------------------------- | -------------------------------------------------- | -------------------------------------------------- | -------------------------------------------------- | -------------------------------------------------- | -------------------------------------------------- | -------------------------------------------------- | -------------------------------------------------- | -------------------------------------------------- | -------------------------------------------------- |
| Temp. máx. abs. (°C)                               | 29.5                                               | 31                                                 | 33                                                 | 35.3                                               | 41                                                 | 37                                                 | 35                                                 | 31.7                                               | 32.2                                               | 31                                                 | 30                                                 | 29                                                 | 41                                                 |
| Temp. máx. media (°C)                              | 23.5                                               | 25.4                                               | 28.8                                               | 32                                                 | 36                                                 | 32                                                 | 31                                                 | 31                                                 | 29                                                 | 25.5                                               | 26                                                 | 23.2                                               | 36                                                 |
| Temp. media (°C)                                   | 17.2                                               | 16.2                                               | 19.1                                               | 19.5                                               | 20.5                                               | 21.3                                               | 20.6                                               | 20.7                                               | 18.3                                               | 18.4                                               | 18.6                                               | 15.5                                               | 17.2                                               |
| Temp. mín. media (°C)                              | 8.1                                                | 6.8                                                | 8.2                                                | 11                                                 | 13                                                 | 14                                                 | 15                                                 | 14                                                 | 13                                                 | 11                                                 | 9                                                  | 4.7                                                | 4.7                                                |
| Temp. mín. abs. (°C)                               | -10.6                                              | -5.1                                               | -0.7                                               | 2.6                                                | 5.2                                                | 5.5                                                | 4.0                                                | 8.1                                                | 4.5                                                | 2.3                                                | -0.5                                               | -2.0                                               | -10.6                                              |
| Precipitación total (mm)                           | 0.8                                                | 15                                                 | 21                                                 | 38                                                 | 80                                                 | 140                                                | 130                                                | 121                                                | 132                                                | 73                                                 | 19                                                 | 11                                                 | 780                                                |
| [cita requerida]                                   |                                                    |                                                    |                                                    |                                                    |                                                    |                                                    |                                                    |                                                    |                                                    |                                                    |                                                    |                                                    |                                                    |

### Flora
La flora en San Juan del Río, tratándose en un estudio general, se acomodan la flora "Mezquital", de las regiones comprendidas entre los 1,400 y 2,000 metros sobre el nivel del mar. Sin embargo, especializando el estudio, podemos decir que hay amplitud de flora.
La zona "Mezquital" está compuesta de árboles pequeños y grandes arbustos, como el mezquite, piru o pirul, palo bobo, uña de gato, junco, huizache, garambullo, granjeno y nopal; dándose también las plantas de tipo desértico, como la biznaga y los órganos.
En un estudio especializado, encontramos multitud de plantas, siendo las más abundantes:
árboles y arbustos; acacias, capulincillos, cedro, ciprés, encino, fresno, higuerilla, laurel, madromo, morera negra y morera blanca, nogal, palma, patol (chocolon), pino blanco, roble, sauce y tepozan.
Árboles y arbustos cultivados: Aguacate, albaricoque, capulín, chirimoyo, cidra, durazno, granado, guayabo, higuera, limón dulce y limón agrio, manzano, membrillo, naranjo, parras (se cultiva la vid desde el siglo XVI), perales, perones y tejocotes.
Plantas silvestres: acahual, aceitilla, jengibre, ajenjo, verdolagas, cardones, coyol, escobilla, gordolobo, hinojo, pericón, jara, jitomate, tomate y jitomate negro y blanco, mala mujer (llamada así por su cubierta de pelos urticantes, este arbusto a menudo se utiliza para cercar las huertas y los sembrados), malvas, mastranzo, mostaza, ortiga, quelites, sábila, tianguis, trébol, hierba del venado, altamisa.
Plantas cultivadas: acelgas, alverjones, alcachofas, algodón (se ha cultivado en corta cantidad, pero con excelentes resultados), ajos, alpiste, apio, azafrán, betabel, borraja, cacahuate (con magníficos resultados), calabazas, camote, caña de Castilla, cebada, cebolla, chía, chícharos, chiles de diversas clases; chayote, col, coliflor, colinabo, culantro o cilantro, espárragos, espinacas, espinosilla, fresas (con muy buen resultado), frijol, garbanzo, habas, epazote, jícama, jitomate, lechuga, lenteja, linaza, lino, maíz, melón, papas, ruda, sandía, tomate, trigo, hierbabuena y zanahorias.
Plantas venenosas: calabacilla, capulincillo, cicuta, guau y rekajar.
Plantas para tintes: cascalote, muicle, palo dulce, sangre de Drago y zacatlaxcala.
Maderas para construcción: álamo, cedro, encino, fresno, ocotillo, pino, roble y sabino.
Flores: agapando, alcatraz, alfombrilla, artemisa, amapola (esta flor desapareció con la prohibición de su plantío); azahar, azucena, campanela, caracol, chinos, claveles, dalias, espuela de caballero, flor de mayo, flor de Nochebuena, flor de pasión (flor hermosa y rara); floripondio, geranio huele de noche, hortensia, jazmín, lirio, laurel rosa y blanco, madreselva, manto de la Virgen, margarita, mirasol, mirto, mastuerzo, nardo, nopalillo, perritos, plúmbago, pensamiento, rosas de Castilla y silvestre, quiebra plato, trompetilla, vara de San José, hiedra y cempaxúchitl.

### Fauna
Los animales que viven en el Municipio de San Juan del Río son: Caballos, asnos, toros, cerdos, coyotes, lobos, zorras, cacomiztles, mapaches, tlacuaches, ardillas, hurones, onzas, armadillos. Guajolotes, gallinas; en las ciénegas encontramos gangas y agachonas, palomas huilotas, tórtolas, codornices; en tiempos de frío patos y gansos emigrantes; pichones, aguilillas, quebrantahuesos, tordos, cuervos, zopilotes, cenzontles, cuitlacoches, jilgueros, clarines, calandrias, cardenales, gorriones azules y grises, verdines y dominicos. Tecolotes, lechuzas y murciélagos. Bagres, carpas, ranas y tortugas de pequeñas dimensiones. Víboras de cascabel, alicantes, coralilla; lagartijas, sapos y camaleones.

### Principales almacenamientos en la cuenca del río San Juan
Presas
1. San Ildefonso. Su almacenamiento en hm³ es de 52,7 aprox.[11]
2. Constitución de 1917. Su almacenamiento en hm³ es de 69,8 aprox.[12]
3. La Venta. Su almacenamiento en hm³ es de 2,4 aprox.
4. La Llave. Su almacenamiento en hm³ es de 9,2 aprox.
5. Centenario. Su almacenamiento en hm³ es de 8,9 aprox.[13]

### Extensión y límites
Su superficie es de 766.94 km².

### Coordenadas
- Latitud: 20°23′19,83″ N
- Longitud: 99°59′46,71″ O
- Altitud: 1.920 m s. n. m. (referencia en el centro del Jardín Independencia).

## Demografía

### Población

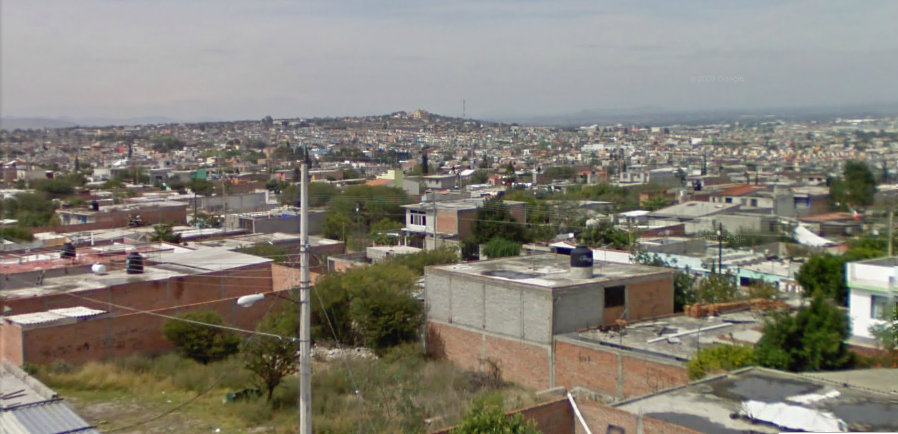
Vista de la zona oriente, donde se concentra la mayor parte de la población de la ciudad.

San Juan del Río es la segunda ciudad más poblada del estado de Querétaro, solo superada por Santiago de Querétaro. Conforme a los resultados que arrojó el II Censo de Población y Vivienda que llevó a cabo el Instituto Nacional de Estadística y Geografía el 12 de junio de 2010, la ciudad tenía una población total de 138 878 habitantes. La población de la Zona metropolitana de San Juan del Río asciende a 370 005 habitantes.
La población municipal está constituida (preliminares, censo 2010) por 117 639 hombres y 124 053 mujeres, con una proporción de 94.8 hombres por cada 100 mujeres. El número de viviendas habitadas fue de 61 731, teniendo así un número medio de 3.915 habitantes por vivienda (2010).
La tasa de crecimiento anual del municipio en el periodo 2005-2010 fue del 3,23 %, mientras que la tasa de la ciudad fue del 3.01 % (entre el 2000 y 2005 fue de 3,5 %). Por ello, San Juan del Río es una de las localidades con mayor tasa de crecimiento y, de hecho, una de las más altas de todo el país, después de ciudades como Tijuana, Reynosa, Cancún y Playa del Carmen.
Notas
      Fuente:Instituto Nacional de Estadística y Geografía
- Censos de población (1900 - 1990, 2000 y 2010)[16]
- Conteos de Población (1995 y 2005)[16]

### Cultura Indígena
- Porcentaje de población indígena: 1,32%
- Porcentaje de población (de más de 5 años) que habla una lengua indígena: 0,58%
- Porcentaje de población (de más de 5 años) que habla una lengua indígena y no habla español: 0,00%

### Acceso a la educación
Porcentaje de población (de más de 15 años) que es analfabeta: 5,38% (el 3,97% de los hombres y el 6,67% de las mujeres del municipio). Grado promedio de escolaridad (en la población de más de 15 años): 8,76 (8,98 en los hombres y 8,56 en las mujeres).

## Salud
En la cabecera municipal dan servicio a la población el centro de salud urbano "La Floresta" que se encuentra situada a unos cuantos kilómetros del Hospital General, y el centro de salud urbano ubicado en Av. Juárez Pte. (Antiguamente el Hospital General) y el Hospital General, siendo dependientes de la Secretaría de Salud del Estado de Querétaro (SESEQ); el Hospital General de Zona N.° 3, la clínicas urbanas N.º 6 y 7, dependiente del Instituto Mexicano del Seguro Social (IMSS); el hospital de Cruz Roja, además de varias clínicas y hospitales particulares. En la zona rural prestan servicio clínicas rurales dependientes de SESEQ, así como clínicas y consultorios particulares brindando con esto el servicio de salud al 100 % de la población en el municipio.
Tanto el Hospital General del SESEQ como el hospital de Zona del IMSS brindan atención médica de 2.º nivel, aunque cabe destacar que el ex-Hospital General (SESEQ) en años recientes destacó sobre todo el Estado de Querétaro al ganar el Premio Nacional de Calidad; además de a la población del propio municipio, a la de los municipios aledaños, incluyendo de los estados de Hidalgo, México y Michoacán, brindando servicio a más de 500,000 habitantes, por lo que en algunos casos resulta insuficiente el servicio. Los servicios de atención a urgencias los atiende principalmente la Cruz Roja Mexicana delegación San Juan del Río, además existen diversas agrupaciones de apoyo como Comisión Nacional de Emergencia, Bomberos Voluntarios y Ambulancias BEYEN, quienes cuentan con una historia de 36 años de servicio y experiencia en diferentes tipos de emergencias así como rescate vehicular, incendios en casa habitación, accidentes en los cuales se ven involucrados materiales peligrosos, entre otros.
Después de la catástrofe registrada el 19 de septiembre del 2010, donde el ex-Hospital General quedara inundado, se comenzó un gran esfuerzo para la construcción de un nuevo hospital general. Con ayuda de las aportaciones económicas federales y estatales en un lapso aproximado de un año se concluyó la obra. El 21 de febrero de 2012 se develó la placa de cobertura universal del seguro popular, a días de la inauguración de este Hospital General San Juan del Río, con la presencia del presidente de la república Felipe Calderón Hinojosa y en compañía del gobernador José Calzada. El hospital actualmente cuenta con una gran variedad de especialidades, al igual que con equipos de la más alta tecnología e instalaciones amplias y bastas para brindar el servicio de salud a toda la población que lo requiera.
- Jurisdicción Sanitaria: 2.ª
- Hospitales Institucionales: 3
- Hospitales Privados: 13

### Economía y empleo
Porcentaje de población (de más de 12 años) económicamente activa: 55,34% (el 73,64% de los hombres y 37,98% de las mujeres estaban trabajando o buscando empleo). Porcentaje de la población activa que está ocupada: 94,89% (el 93,86% de los hombres y 96,78% de las mujeres activas económicamente tienen empleo).

### Religión
- Porcentaje de población que profesa la religión católica: 92,13%.
- Porcentaje de población con religiones Protestantes, Evangélicas y Bíblicas: 4,37%
- Porcentaje de población con otras religiones: 0,04%
- Porcentaje de población atea o sin religión: 1,84%

### Jefatura de la casa
- Porcentaje de viviendas en donde el jefe es hombre: 77,20%
- Porcentaje de viviendas en donde el jefe es mujer: 22,80%

### Vivienda
- Número de viviendas en San Juan del Río: 79480.

| Viviendas con:        | Porcentaje |
| --------------------- | ---------- |
| Electricidad          | 98,60%     |
| Agua entubada         | 95,45%     |
| Servicio sanitario    | 94,81%     |
| Aparato de radio      | 83,50%     |
| Televisión            | 96,32%     |
| Refrigerador          | 87,43%     |
| Lavadora              | 64,18%     |
| Automóvil o camioneta | 51,96%     |
| Computadora personal  | 28,51%     |
| Teléfono fijo         | 36,12%     |
| Teléfono celular      | 74,50%     |
| Internet              | 17,88%     |

## Economía
Las principales actividades económicas del municipio son: la industria, comercio y la Agricultura, además de ser uno de los principales destinos turísticos del estado.

### Industria

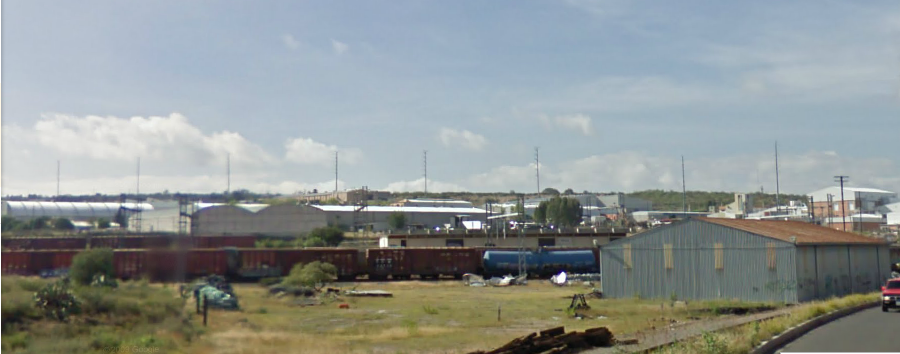
Parque industrial Nuevo San Juan

Gracias a su ubicación geográfica entre la Ciudad de México y la ciudad de Querétaro, así como el intercambio comercial que hay entre el centro, Bajío y Norte del país, por el que transitan mercancías, maquinaria y diversos productos importantes, hacen de San Juan del Río un importante polo de desarrollo Industrial. Recientemente con el arribo de la industria de autopartes y la creación de nuevas zonas industriales, San Juan está retomando su puesto como uno de los municipios con mayor crecimiento industrial, no solo del estado, si no a nivel Bajío.
Otra de las grandes ventajas con las que cuenta el municipio.

### Centros de distribución
San Juan cuenta con centros de distribución (CEDIS) de importantes empresas como:
- Grupo Bimbo
- Barcel
- Grupo PepsiCo
- Bachoco
- Pilgrims Pride
- Grupo Lala
- Grupo Coca Cola FEMSA
- Pascual Boing
- Tupperware
- Kimberly Clark de México
- Imbera
- Leche Gota Blanca (Colectivo Lactomark)
- Cartones Ponderosa
- Embotelladora Mexicana  (Refrescos Jarritos)
- Yakult
- SuKarne

### Comercio

Plaza Galerías del Río, proyecto diseñado por Grupo Link

En el sector del comercio, San Juan del Río es el segundo en importancia a nivel estatal, cuenta con cinco mercados públicos, Mercado Juárez, Mercado Reforma, Mercado Pedregoso, mercado 5 de mayo y Mercado Oriente. También, cuenta con una Central de Abastos Regional a las afueras de la ciudad, que beneficia a todo el Bajío, incluyendo municipios de Hidalgo y Estado de México.
Existen varias tiendas de autoservicio y departamentales, entre las que destacan:
- Walmart
- H-E-B[17]
- Bodega Aurrera x2
- Bodega Aurrera Express x3
- Sam's Club
- Coppel x2
- Office Depot
- Soriana Híper
- Chedraui
- La Comer
- The Home Depot Express[18]
- Liverpool[19]
- Suburbia

Así como varios Hoteles 5 y 4 estrellas como Hampton Inn, Holliday Inn; varias cadenas de restaurantes de comida rápida Domino's Pizza, Vips, The Italian Coffee Company, así como pizzerías locales, entre otras.
Centro comerciales como:
| Centro comercial          | Establecimientos Disponibles |
| ------------------------- | --- |
| Plaza Soriana             | Soriana Híper, Coppel, BBVA, Cinebox, Elektra, AutoZone, restaurantes de comida rápida como Little Caesars Pizza, restaurantes de comida china entre otros.                                                               |
| Galerías San Juan del Río | Liverpool, Cinemex, Suburbia Burger King, Tienda Adidas, Aldo Conti, Martí, RadioShack, Kentucky Fried Chicken, Muebles Dico, así como Tiendas de Ropa y Zapatos de marcas reconocidas. Inaugurada el 23 de mayo de 2013. |
| Paseo San Juan            | The Home Depot, Bodega Aurrera, McDonald's, Subway, Cinépolis, Tok's Restaurantes, etc, así como tiendas de ropa. |
| Plaza Palmillas           | Se encuentra en el cruce de Boulevárd Hidalgo con la Carretera Federal 57. En ella se encuentra Subway, Burger King, Nextel México The Italian Coffe Company, La agencia automotriz Mazda, entre otros.                   |
| Plaza Chedraui.           | Cuenta con varios locales de comida rápida, tintorerías y de servicios varios. |
| Punta Oriente.            | Actualmente en construcción. |
| Epic Center Zakia.        | Cantidad de locales comerciales |
| Epic Center Sonterra.     | Cantidad de locales comerciales |

### Agricultura
Es una Región Agrícola por excelencia, gracias a la riqueza del suelo y la presencia de agua. Además el valle de San Juan del Río está considerado como uno de los más fértiles del país, y esto lo evidencian las numerosas haciendas que durante los siglos XVII al XX se asentaron en la zona.
En el municipio se cuenta con una superficie de 77,990 hectáreas, de las que 61,785 son ejidales (79.2%) y 16 205 son pequeña propiedad (20.8%). Mismas que a su vez se dividen en 38 215 hectáreas de temporal, 8 900 de riego, 27,570 de agostadero, 1,331 de bosques y 2,340 cambiaron de uso agrícola a urbano. En estas áreas agrícolas se cuenta con infraestructura de apoyo como: carreteras, presas, sistemas de riego, bodegas y maquinaria, así como los correspondientes centros de consumo y comercialización. Los principales cultivos en el municipio son: alfalfa, avena forrajera, maíz, fríjol, sorgo, trigo, chile seco, nopal, uva, durazno y hortalizas como el brócoli y el jitomate. 
Es importante mencionar que San Juan del río es uno de los principales productores de rosas a nivel nacional, y que estas son exportadas a todo el país y algunos países del extranjero; estas son algunas cifras importantes a mencionar:
- 70 hectáreas en el ejido de la comunidad El Organal
- 350 empleos crea la producción de rosas
- 40 a 50 mil plantas se cultivan por hectárea
- 45 rosas se dan por planta al año
- 144 rosas por gruesa o atado de rosas
- 2 millones 250 mil rosas por hectárea al año
- 90 a 130 pesos cuesta la gruesa
- Precio máximo: 1 peso con 60 centavos
- Precio Mínimo: 1 pesos con 10 centavos[22]

## Turismo
A unos cuantos minutos de la ciudad de San Juan del Río se encuentra el fraccionamiento residencial y Club de Golf San Gil. Justo a pie de carretera este inmenso complejo ofrece una gran variedad de servicios. El campo de 18 hoyos está bien acondicionado y es sede de importantes torneos nacionales e internacionales. San Gil cuenta con un hermoso lago, casa club y amplios jardines.

### Parque Ecológico Paso de los Guzmán
Ubicado en Blvd. Paso de los Guzmán s/n, Centro. Este hermoso parque cuenta con amplias instalaciones deportivas como son canchas de básquetbol, fútbol rápido, voleibol, pista de patines, área de palapas, cafetería, pista para correr y juegos infantiles. El parque es ideal para disfrutar en familia un agradable fin de semana.

### Unidad Deportiva Maquío
Ubicado en Av. de las Garzas S/n Colonia Indeco. Esta unidad deportiva cuenta con un auditorio de amplia capacidad para disfrutar de los encuentros deportivos y culturales que ahí se desarrollan. Cuenta con canchas de básquetbol, voleibol, área de juegos infantiles y una cancha de fútbol con las medidas reglamentarias, así como con una pista de atletismo. Ideal para el esparcimiento y para aquellas personas que gustan de practicar el deporte.

### Parque las Garzas
Ubicado en la esquina de Av. de las Garzas esquina con Av. Río Moctezuma, fue inaugurado en agosto de 2021, es un espacio recreativo para la zona oriente de la ciudad, en lo que alguna vez fue el bordo Benito Juárez. Cuenta con diversas áreas de recreación y esparcimiento para todas las familias de la ciudad.

### Ciudad Vive Oriente
Centro cultural y de servicios, cuenta con una biblioteca virtual, taller de danza y pintura, oficinas del Instituto Municipal de la Mujer, Registro Civil y oficinas de Finanzas. Se encuentra en la colonia Indeco, en el inmueble recuperado del ex-Hospital General.

### Unidad Deportiva San Juan
Ubicado en carretera San Juan del Río - Tequisquiapan km 6. Este centro deportivo cuenta con varias canchas de fútbol; entre ellas una con las medidas reglamentarias, además de varias canchas de voleibol y básquetbol y área de juegos infantiles, así como una alberca con fosa de clavados y plataforma; baños, vestidores y servicio de cafetería.

### Centro cultural y de convenciones
El centro cultural y de convenciones José María Morelos y Pavón, está ubicado en carretera Panamericana s/n, colonia Lomas de Guadalupe. En este lugar se encuentran instalaciones deportivas y culturales. Asimismo cuenta con un auditorio con capacidad para tres mil personas, así como canchas externas de voleibol y básquetbol, y servicio de cafetería y baños.

## Monumentos históricos y sitios de interés

### Arquitectura civil

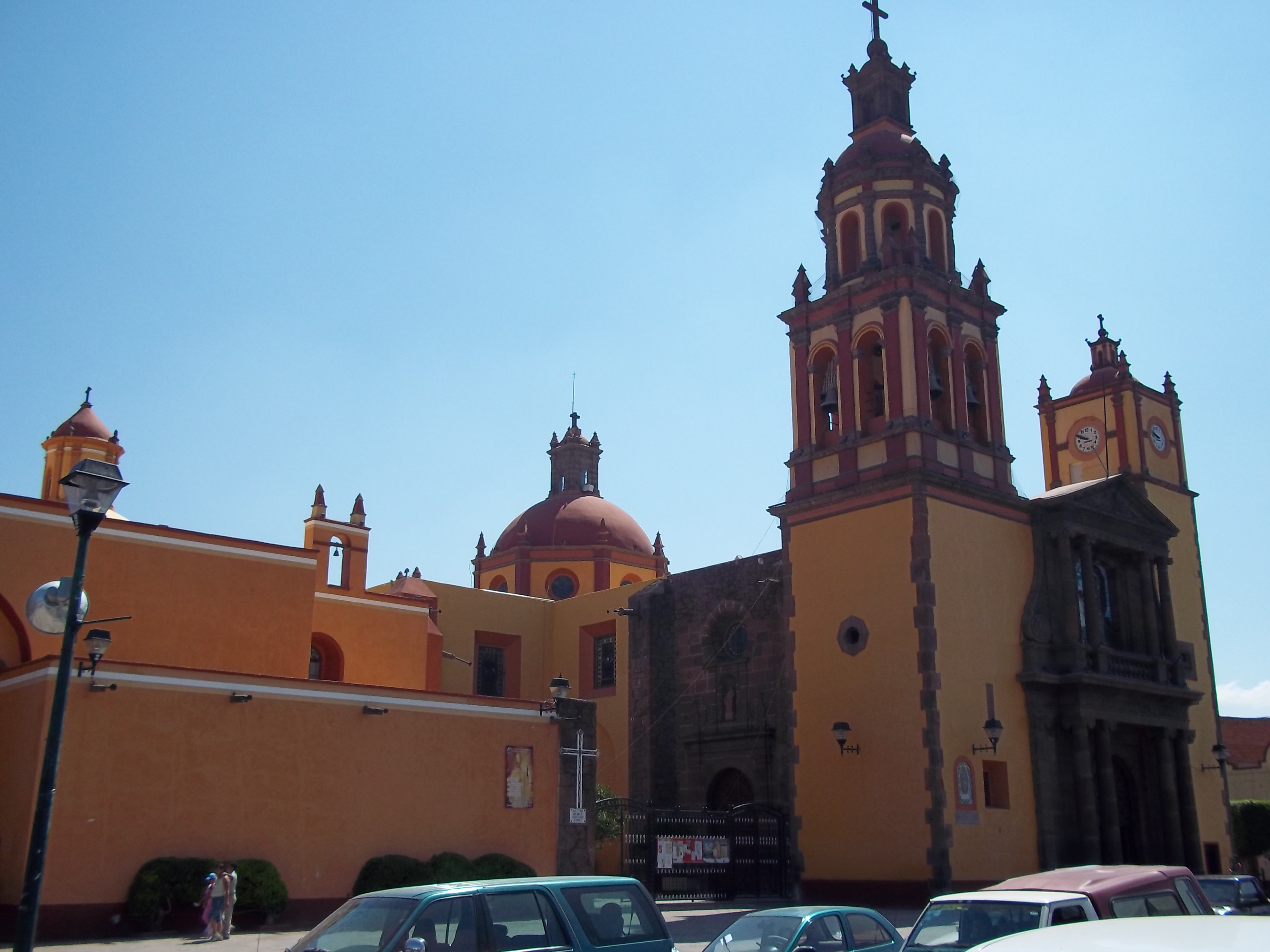
Santuario Diocesano de Nuestra señora de Guadalupe.

- Puente de la Historia. Ubicado en Av. Benito Juárez Pte. frente al Panteón Municipal. Por su situación geográfica era paso obligado para la arriería y carreros que iban al Norte y Poniente de la Nueva España. Desde mediados del siglo XVII se le llamó a San Juan del Río “Garganta de Tierra Adentro”. Fue parada forzosa por ser aduana donde se cobraban las alcabalas de toda clase de mercancías, sobre todo del aguardiente, que era severamente inspeccionado. Las grandes avenidas del río era motivo de quejas por parte de los dueños de recuas, así como de comerciantes y viajeros, que les imposibilitaba seguir su camino mientras el río no bajara, estando obligados a pasar varios días en el pueblo, con los consiguientes gastos imprevistos. Gobernaba la Nueva España don Francisco Fernández de la Cueva, Duque de Albuquerque, Marqués de Cuéllar, quien tomó en sus manos este grave problema. Ordenó al arquitecto español Pedro de Arrieta, la construcción de un puente para San Juan del Río, cuya construcción inició el 9 de febrero de 1710 y se terminó el 23 de enero de 1711, Gobernando la Nueva España don Fernando de Alencastre Noroña y Silva Duque de Linares Marqués Valdesfuentes.

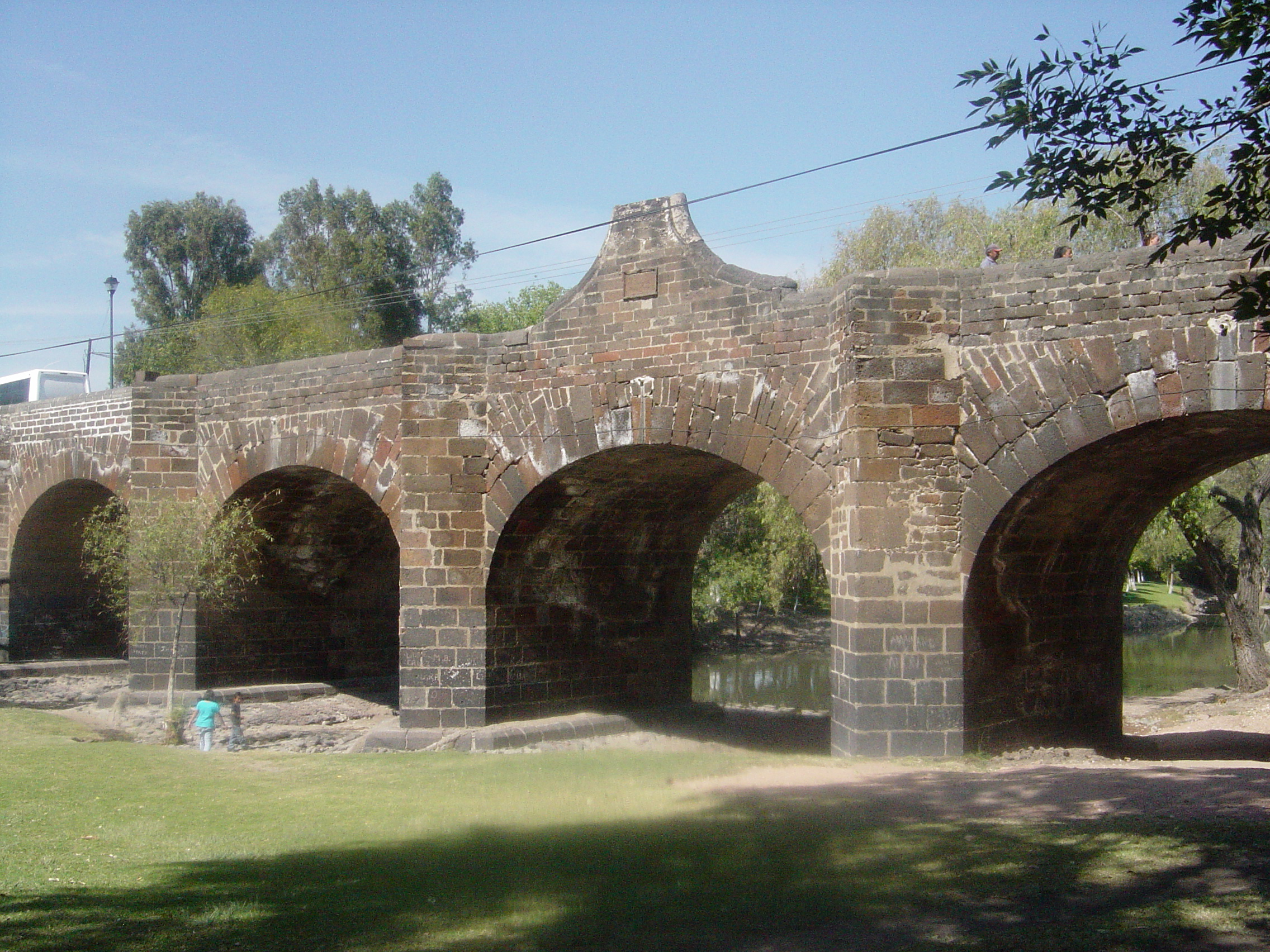
Puente de la Historia situado al final de Av. Juárez sobre el Río San Juan

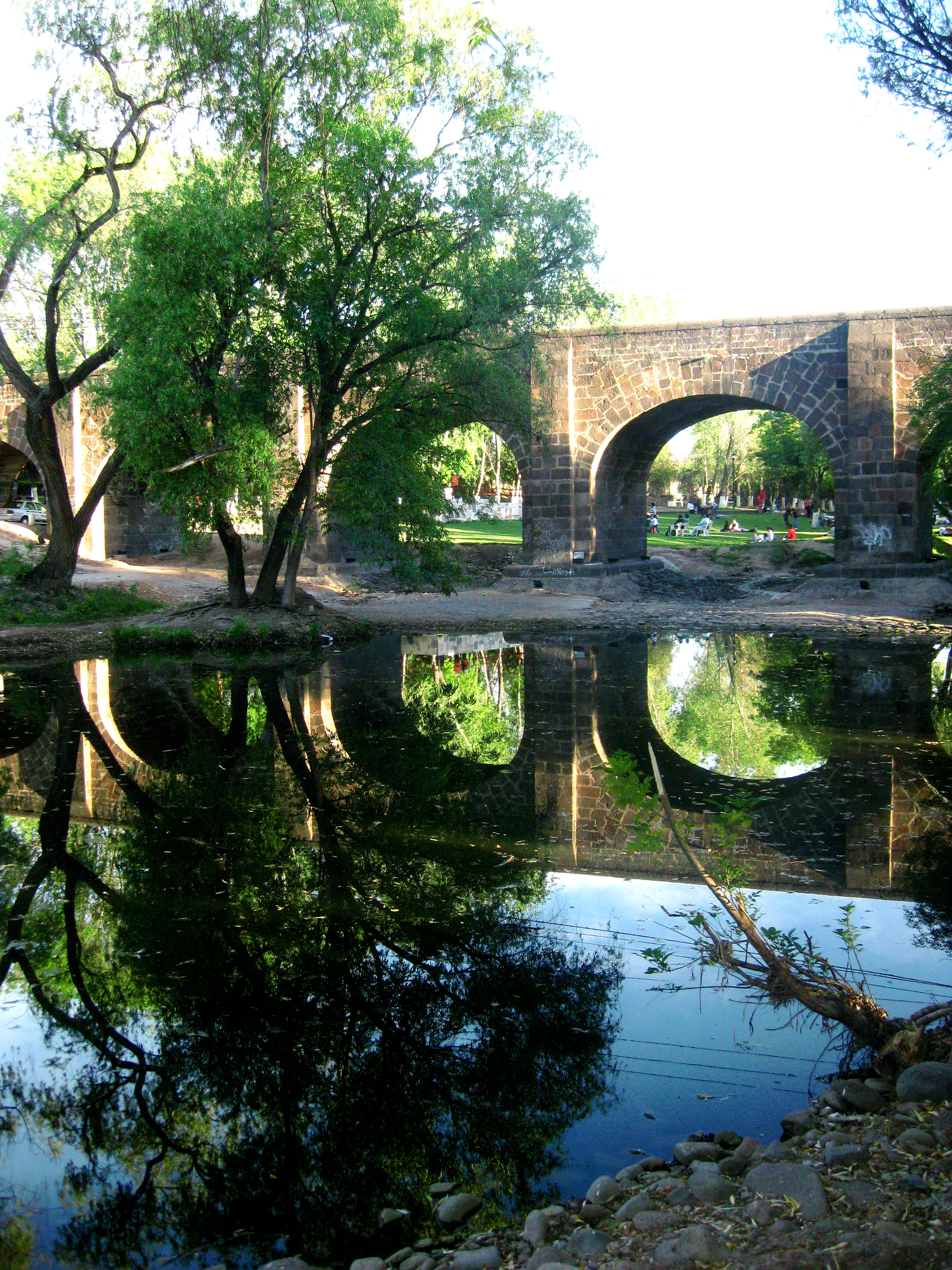
Puente de la Historia

En febrero de 2010, se conmemoraron los 300 años del Puente de Piedra, conocido popularmente como Puente de la Historia, en donde se ha destacado este monumento por ser símbolo del legado, que las diferentes generaciones han dejado a través de los años en su tarea por hacer de San Juan del Río un mejor lugar para vivir.
El Puente de piedra, comenzó a construirse el 9 de febrero de 1710 por el arquitecto mexicano Pedro de Arrieta -quien además fue uno de los arquitectos que diseñaron la Catedral Metropolitana de la Ciudad de México y la Colegiata de Guadalupe (antigua Basílica)-, atendiendo el mandato del Virrey duque del Albuquerque, Don Francisco Fernández de la Cueva, Marqués de Cuéllar, de edificar este acceso.
Al concluir la construcción el 23 de enero de 1711, se creó además como el puente “más utilizado“ entre la Ciudad de México para comunicarse con todo el bajío, especialmente entre las entidades mineras como Guanajuato, Zacatecas o San Luis Potosí y del mismo modo en que su momento fue de gran utilidad para cruzar el gran caudal del Río san Juan, a 300 años de su construcción sigue siendo uno de los principales accesos a esta ciudad. Así mismo ha sido históricamente, paso obligado de todos aquellos que lucharon hace 200 años por la Independencia de México y hace 100 en el movimiento revolucionario.
- Portal del Diezmo. Es el centro cultural más importante de San Juan del Río. Actualmente cuenta con 2 galerías de arte, 1 foto teatro, la Biblioteca Pública Municipal Juan Wenceslao Sánchez de la Barquera y Morales y el Archivo Histórico Municipal. Se encuentra en el antiguo Camino Real de Tierra Adentro y fue empleado para recaudar impuestos eclesiásticos. El Camino Real de Tierra Adentro era la ruta por la que pasaban insistentemente minerales, mercancías y personas durante el Virreinato. Este camino era largo y, a través de su rumbo, fue creando riqueza y desarrollo.

### Arquitectura religiosa
- Santuario Diocesano de Nuestra Señora de Guadalupe. Ubicado frente a la plaza Independencia. Los antecedentes a la construcción de la actual iglesia parroquial datan del 9 de mayo de 1689, donde el clero y los vecinos de San Juan del Río, se dirigieron al Virrey don Gaspar de la Cerda Sandoval Silva y Mendoza, Conde de Galve, con el objeto de obtener el permiso para su construcción. La edificación es de construcción neoclásica, elegante y de amplias líneas que la vuelven distinguida. A los indios se les doctrinaba y decía misa en una capilla techada con tejamanil que estaba en terrenos donde se construyó la parroquia de los españoles. Actualmente se venera a la Virgen de Guadalupe en su interior.
- Templo del Señor del Sacromonte. Ubicado en Av. Juárez Ote. en el Jardín de la Familia. Iglesia que se comenzó a construir en terreno cedido por el Ayuntamiento de la Villa, con las copiosas limosnas de los fieles. El permiso para su construcción fue dado por el gobernador del Estado el 4 de Agósto de 1826. Ahí se realizaron festividades religiosas el viernes 20 de noviembre de 1831, con la bendición y dedicación del Templo. Al terminar los tres días de fiestas religiosas comenzaron seis días de fiestas profanas.

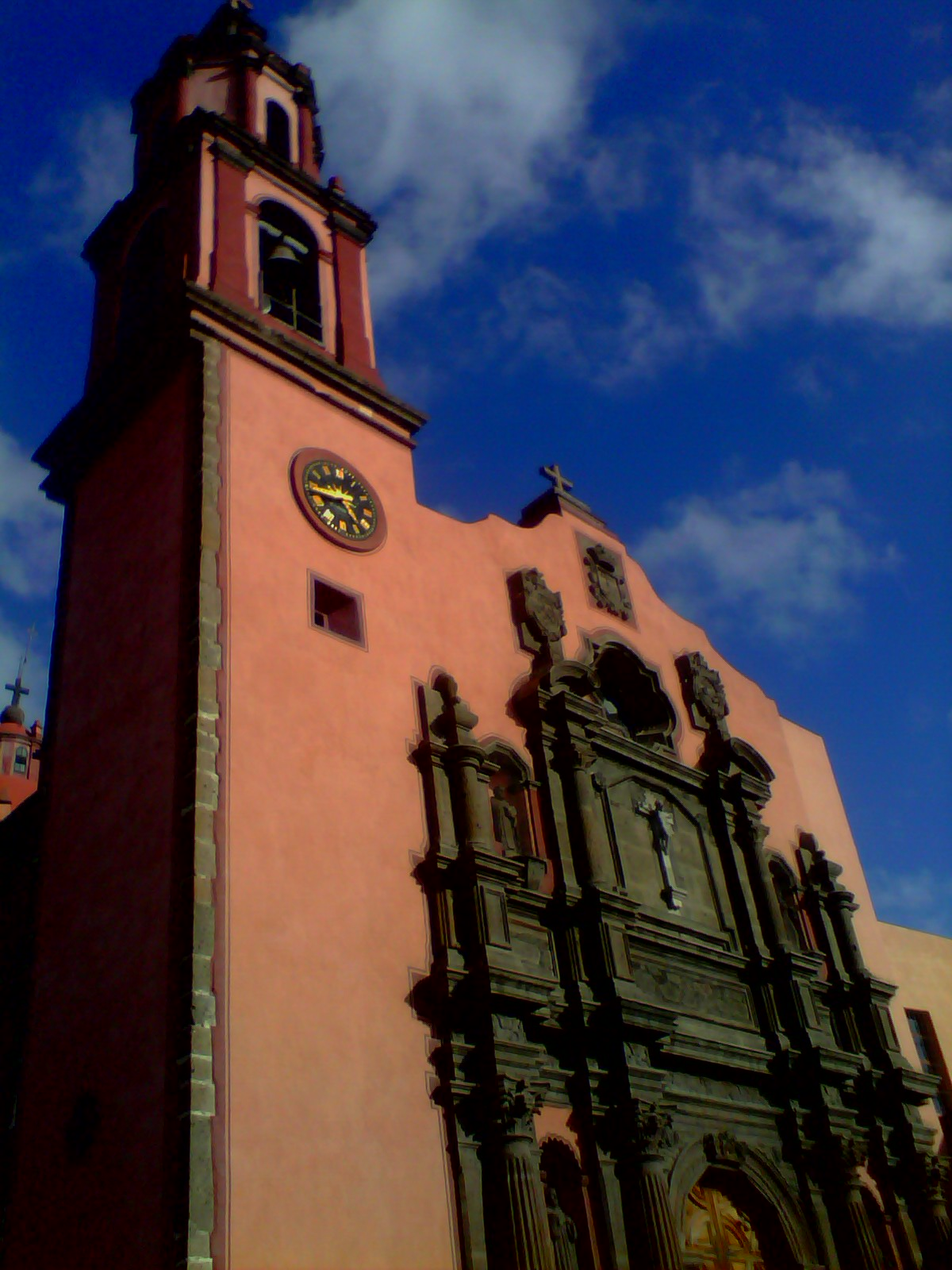
Templo de Santo Domingo, ubicado en Av. Júarez

- Templo y Exconvento de Santo Domingo. Ubicado en Av. Juárez y Zaragoza. La fundación del convento se hizo por despachos y licencias del Exmo. Sr. Virrey don Melchor Portocarrero Lasso de la Vega, Conde de Monclova, de fecha 26 de Enéro de 1690, con el objeto de que los religiosos enfermos que misionaban la Sierra Gorda, pasaran a curarse a este convento, ya que Querétaro les quedaba más retirado. Dicho convento pertenecía a la Santa Provincia de Santiago de Predicadores, denominándose Convento de la preciosa Sangre de Nuestro Señor Jesucristo de San Juan del Río. La tarde del 6 de septiembre de 1823 llegaron las urnas fúnebres que contenían los cráneos de don Miguel Hidalgo y Costilla, Ignacio Allende, Mariano Jiménez, así como los restos de don Francisco Xavier Mina y Pedro Moreno, los cuales fueron velados en este convento. El convento es sencillo y está ocupado en la actualidad por la Presidencia Municipal.
- Templo parroquial de San Juan Bautista. Ubicado frente a la plaza de los Fundadores. La primera iglesia que hubo en el pueblo, se construyó en el predio que ocupa actualmente el que fue conocido como templo del Sagrado Corazón y fue lugar de enterramiento del militar y explorador Miguel Caldera. Tenía su panteón hacia el Poniente, en lo que actualmente es plaza de los Fundadores. En el siguiente siglo y hacia fines de él, se pidió tirar la iglesia, y no es sino hasta principios de 1700, cuando fue derribada hasta sus cimientos; ya que era pequeña y construida con tierra. El señor cura don Esteban García Rebollo, que no toleraba la discriminación racial, ya que se llamaba parroquia de los Naturales, le consagró con el nombre del Templo del Sagrado Corazón, en el 2006 pasó a ser la parroquia de San Juan Bautista.

### Plazas

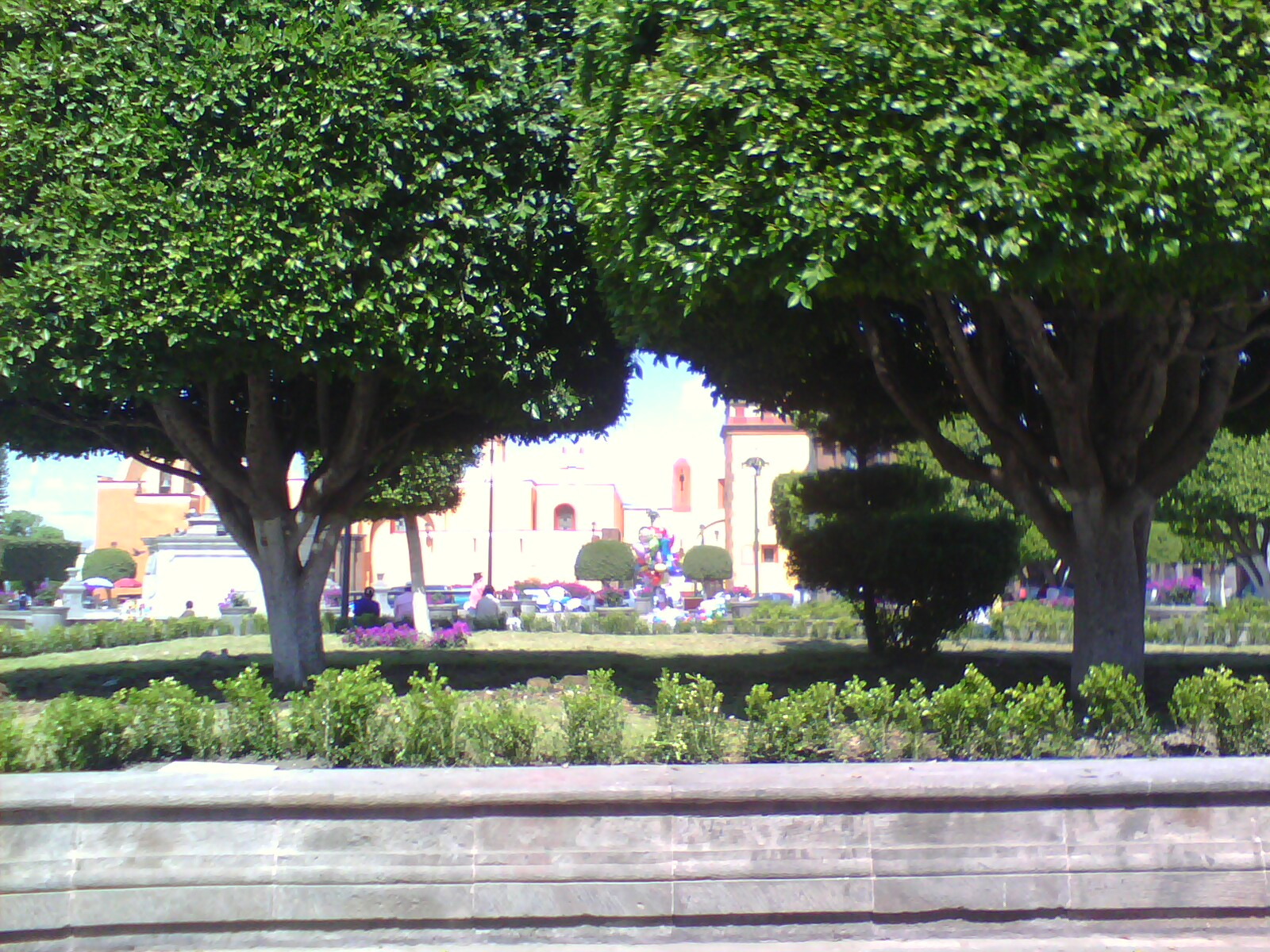
Plaza Independencia ubicado en el centro Histórico de la ciudad

- Plaza Independencia. Ubicada entre las calles de Hidalgo y Guerrero, Centro. Se ubica en el Centro de la Ciudad. En ella se levanta una columna, construida en honor a la Emperatriz Carlota. A la caída del imperio fue dedicada a la Independencia. Tiene una amplia lápida de mármol en la que ostenta la fecha de intervención ordenada por el Ayuntamiento de San Juan del Río y dice: “EL AYUNTAMIENTO EN HONOR A LA INDEPENDENCIA NACIONAL 1865”. La bendición de la fuente que se construyó alrededor del monumento a la Libertad fue el 19 de marzo de 1887. En un principio la columna estaba adornada en su parte superior por un águila hecha de bronce, la cual fue destruida por un rayo.
- Plaza Jardín de la Familia. Surgió como plaza pública después de la construcción  del Templo del Señor del Sacromonte en 1832, el último templo construido en el centro de la ciudad con un estilo de la época virreinal. Tiene una fuente de agua y en 1994 durante el año internacional de la familia se colocó una estatua de mármol con la figura de una familia, debido a esto la plaza se conoce como Jardín de la Familia.

- Plaza de los Fundadores. Ubicada entre las calles de Hidalgo y 16 de Septiembre. En un principio formaba parte del templo del Sagrado Corazón, en él se encontraba ubicado el panteón. Posteriormente pasó a ser el Jardín Cosío y luego Jardín Porfirio Díaz; también se le llamó Jardín Madero y finalmente en el año de 1981, fue remodelado como actualmente lo conocemos, con su kiosco. En él se encuentra un monumento en honor a los fundadores de San Juan del RíoPlaza Jardín de la Familia

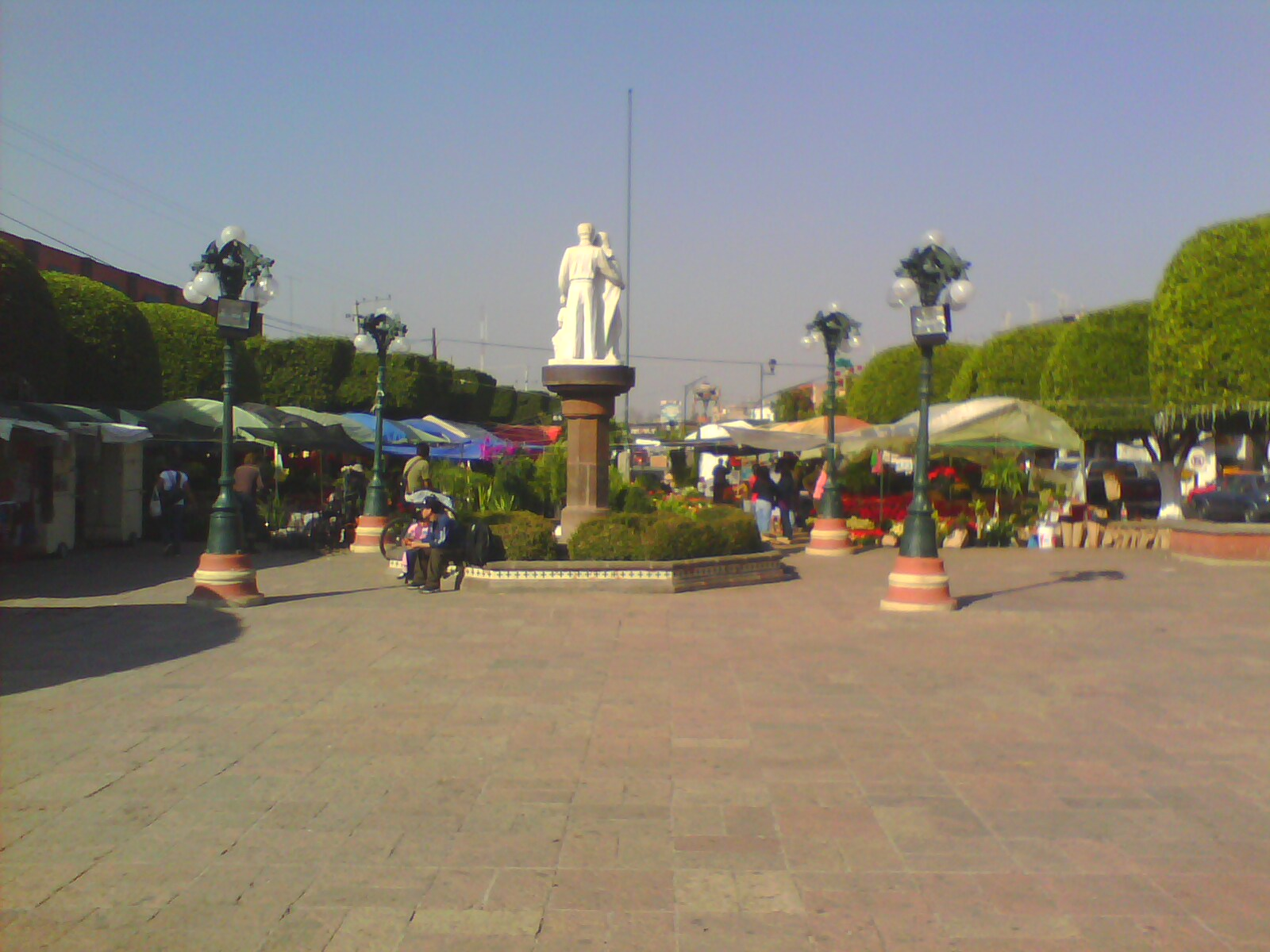
Plaza Jardín de la Familia

### Otros sitios de interés
- Museo de la Muerte (también panteón de la Santa Veracruz), ubicado en la calle 2 de abril no. 42. A este museo se le llama Museo de Sitio, porque el edificio que le da cabida y sentido es el Cementerio de la Santa Veracruz. El proyecto para la construcción de este cementerio fue presentado por el arquitecto Guadalupe Perrusquía y el Sr. Felícitas Osornio en 1853; al que el Instituto Nacional de Antropología e Historia rescató del abandono en 1981. El Museo de la Muerte inaugurado en 1997 tiene por objeto mostrar la importancia que el ser humano le da al acto de morir. Las maneras han cambiado y hoy presenta algunos rituales que los mexicanos realizan a lo largo de su historia. Ahí se pueden conocer algunos antecedentes de cómo se ritualizaba a los habitantes muertos de estas tierras antes de que llegaran los españoles a conquistarlas.

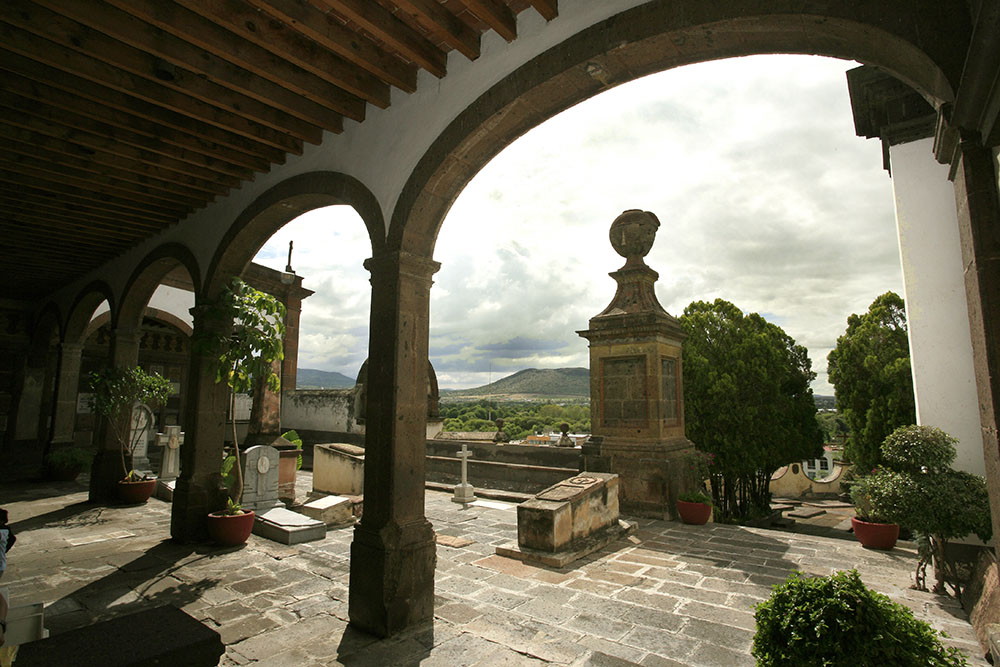
Museo de la Muerte

- Sala Museográfica Ixtachichimecapan, en la avenida Juárez, a un costado del templo del Sacromonte, se ubica dentro de las instalaciones del edificio del centro histórico, en él se observan diferentes piezas arqueológicas que muestran las diferentes etapas de ocupación que se tuvieron durante la época Prehispánica en San Juan del Río. El edificio que alberga a este Museo es una casona construida en el siglo XVIII, antigua Cárcel y Prefectura Municipal; ahora rescatada como un atractivo turístico y cultural, donde se integran diferentes áreas para la difusión de la cultura, el Archivo Histórico Municipal, la Biblioteca Pública “Juan María Wenceslao Sánchez de la Barquera y Morales”, la Librería “Dr. Rafael Ayala Echavarri”, Galería, y un Patio de usos Múltiples.
- Cerro y Barrio de la Cruz. Durante la época prehispánica este lugar fue un centro ceremonial y posteriormente un lugar de culto católico en donde se realizan fiestas populares. Cuenta con una ermita de 1679 en la que se venera a la Santa Cruz y una capilla en los 40 del siglo pasado.

### Artesanías
El ópalo, piedra semipreciosa, se extrae de las minas de San Juan del Río en cantidades considerables. Cada una posee infinidad de colores que varían con la dirección de la luz solar. Los ópalos son trabajados magistralmente por artesanos del lugar, entre ellos podemos citar a la familia Cabrera que tiene cuarenta y cuatro años en el ejercicio del bello arte de la lapidaria. Actualmente por su favorable aceptación en el mercado, los trabajos de ópalo se exportan al extranjero, principalmente al Japón, donde son considerados como un valioso amuleto.
En los tradicionales portales, se instalan Señoras que venden elaboradas carpetas tejidas a gancho, así como servilletas con deshilado; mientras que en le mercado artesanal se pueden adquirir variadas piezas de alfarería, metales y labrados de cantera en la región.

### Gastronomía
Nopales en penca, conejo en pulque, curados de pulque, chanclas (tamales), carnitas, barbacoa, gorditas de maíz quebrado y enchiladas de canasta.

## Comunicaciones

### Vías de comunicación
Pasa por la ciudad la autopista N.º 57 México-Querétaro-San Luis Potosí-Piedras Negras, Columna vertebral de la red vial hacia el norte del país. La Carretera Federal 120 Querétaro, que comunica con la Sierra Gorda comienza en la ciudad. También San Juan del río parte la Carretera Estatal 300 Querétaro hacia Amealco de Bonfil. Aunado a éstas, el municipio está comunicado por una amplia red de caminos asfaltados, empedrados o terracería que suman cerca de 150 km, transitables en cualquier época del año.
Además pasan por el municipio las vías férreas México-Laredo (doble vía electrificada), la México-Cd. Juárez, un ramal que enlaza las dos vías conectando San Juan del Río con la estación de San Nicolás y un ramal de uso local haciendo un total de 140 km de ferrocarriles dentro del municipio.

### Medios de comunicación
Hay servicio telefónico residencial en la cabecera y en las 15 principales poblaciones del municipio y teléfono público en el resto de las localidades con un número aproximado de 25.000 líneas.
En la cabecera hay una oficina de telégrafo y 2 del servicio postal mexicano con 4 agencias urbanas.
Existen 3 frecuencias de radio locales (XHRQ 97.1 FM y la XEVI que transmite por las bandas de 1400 AM y 99.1 FM) y un canal de televisión transmitido por cable. Existen varios periódicos locales entre los que cuenta Crónica Regional, Hoy San Juan del Río, Noticias SJR Querétaro, Pensador Queretano, El Observador Querétaro, Rotativo de Querétaro, El Sol de San Juan del Río, “Noticias”, “A.M”, “Al Minuto” y “El Corregidor”; los semanarios, “El Informativo”, “Mundo de Querétaro”, Obtura Fotógrafos. Además cuenta con importantes medios de comunicación independientes digitales entre los que destacan FUERZA RADIO, PREMIER NOTICIAS QUERÉTARO
Actualmente (2010) la ciudad cuenta con telefonía Maxcom, Telmex, Axtel; la mayoría de compañías celulares, entre otras privadas.

### Transporte urbano
La ciudad de San Juan del Río cuenta con servicio de transporte público de pasajeros, foráneo y local, siendo este el medio de transporte más usual para traslados dentro de la ciudad. Se cuenta con las líneas de transporte público "Taxiván" (concesionado a la FTEQ), "Taxibús" (a la CTM), "Diligencias", "Delfines" entre otros. La línea Delfines de San Juan del Río fue la primera línea de transporte público de San Juan del Río y fue introducida gracias a la visión de don J. Jesús Trejo Quintanar.
La ciudad cuenta con una central de autobuses que brinda servicio foráneo o turismo con varias líneas nacionales (ETN, Ómnibus de México, Herradura de Plata, Flecha Azul, Flecha Roja, Flecha Amarilla, Estrella Blanca, Primera Plus, Futura, Servicios Coordinados, entre otros)y locales (Transportes Amealcences y Conexión), que brindan servicio a distintos destinos de la República Mexicana.

### Transporte aeroportuario
El Aeropuerto Internacional de Querétaro está ubicado a 35 minutos de la ciudad. Es principalmente un aeropuerto de carga que desfoga el saturado tráfico aéreo de la Ciudad de México, además, ofrece servicio de pasajeros a través de tres líneas aéreas (Aeroméxico Connect, Aeromar y, Continental que conectan el estado con tres destinos principales (Houston, Ciudad de México y Monterrey).

## Cultura

### Fiestas de San Juan Bautista
San Juan del Río fue denominado de esta manera por razón de que sus fundadores llegaron al lugar el día 24 de junio día de San Juan, solo que por quedar a la orilla de un caudaloso río, se le aplicó también el "Del Río".
Con el transcurso de los años, estas fiestas fueron cobrando importancia, tanto por la influencia de la religión, como por el crecimiento de la población de la ciudad y de las comunidades cercanas.

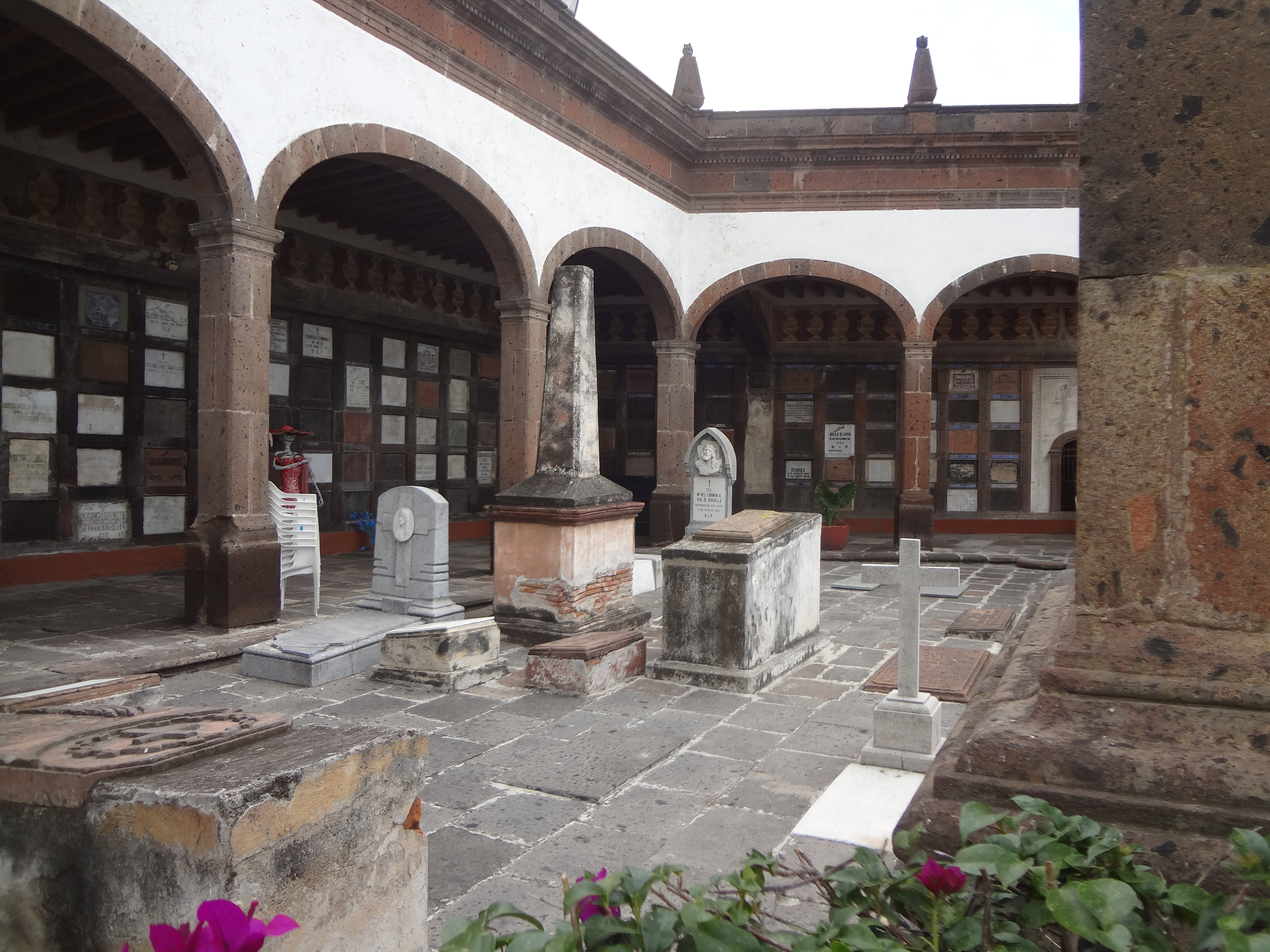
Interior Museo de la Muerte

Cabe mencionar que las fiestas de San Juan, no siempre se han celebrado en el mes de junio, ya que en un ejemplar de la Sombra de Arteaga con fecha del 21 de diciembre de 1878, nos relata que las fiestas que se desarrollaron en la ciudad ese año, comenzaron el día 11 de diciembre y concluyeron el día 14 del mismo mes, siendo prefecto del distrito el Sr. J. Jesús Domínguez, y parece ser que uno de los principales organizadores fue el Dr. Agustín Ruiz Olloqui.
Es hasta el año de 1891, cuando el Lic. T. Melesio Alcántara, diputado local por San Juan del Río, organiza de una manera más formal las fiestas de San Juan, solicitando a la H. Legislatura del Estado el correspondiente permiso para la realización de nuestras fiestas.
Es así como comienzan oficialmente las fiestas de San Juan del Río, mismas que se han caracterizado por su organización, sus programas y por la intensa participación del pueblo. Las primeras celebraciones tenían como escenario principal el Teatro Hidalgo, hoy convertido en cine sobre la calle de 16 de septiembre. Relata Don Salvador Barrera que en 1903, con motivo de estas fiestas se introdujo el alumbrado eléctrico en la ciudad.
Desde el primer programa de feria se tenía contemplado la celebración de peleas de gallos y corridas de toros, mismas que desde esa época han permitido que nuestras fiestas, cada vez tengan mayor realce. Asimismo, las charreadas formaban parte importante de los mismos festejos debido a que la Asociación de Charros sanjuanense fue la segunda en formarse en la República, para ser exactos en 1912.
Las fiestas de San Juan, han sido suspendidas en muy pocas ocasiones, como fue durante la Revolución en 1911, en 1917 por motivos de seguridad, en 1918 con motivo de una epidemia de influencia española, en 1967 y más recientemente en 2020 y 2021 por la pandemia de COVID-19.
En 1928, con motivo de las fiestas patronales, se inaugura la plaza de toros, Rodolfo Gaona, construida por el presidente Municipal, Don José Serrano. Durante los siguientes años se siguieron desarrollando las fiestas en el centro de la ciudad, llevándose inclusive los bailes de la coronación de la reina en el Salón de Cabildo de la Presidencia Municipal.
Para 1962, a iniciativa de Don José Manuel Layseca Bermúdez y de Don Francisco Salas, se inició la celebración dentro de nuestras fiestas, del día del campesino, y se tuvo por primera vez la elección de la Flor más Bella del Campo.
Mención especial merece el año de 1965, en el cual se celebran los primeros Juegos Florales, siendo Presidente Municipal el Lic. Manuel Suárez Muñoz, en los cuales triunfó el Poeta Ernesto Moreno Madruca, con la composición "Para invocar tu amor", recibiendo la Flor Natural de manos de S.G.M. Mary Cruz I y fungiendo como mantenedor el Lic. Manuel Montes Collantes, con esto se inició el evento cultural más importante de la ciudad, mismo que congregara a lo largo de su trayectoria, a los más reconocidos poetas y escritores, nacionales, queretanos y sanjuanenses, destacando entre estos últimos a Don Pablo Cabrera.
A partir de 1971, la feria quedó instalada fuera del centro de la ciudad y fueron diferentes asociaciones de sanjuanenses como la Cámara de Comercio y el Club de Leones, quienes organizaron las fiestas en diferentes fechas. En la década de los ochenta se ubica el centro de feria en las instalaciones del centro cultural y de convenciones José María Morelos (CECUCO), ubicado al sur-oriente de la ciudad, posteriormente en el año 2004 se inaugura el centro expositor, ubicado en la carretera de San Juan del Río a Xilitla.
Actualmente la feria de San Juan del Río tiene gran reconocimiento a nivel estatal y nacional, destacando por su gran organización y calidad de programas, así como por sus Exposiciones Ganadera, Comercial e Industrial. También sobresale por la gran cantidad de eventos culturales que en los últimos años le han brindado impulso.
Otros de los pocos eventos que son particualrmente de San Juan del Río es la peregrinación de Farolitos que se lleva a cabo cada 11 de diciembre.

### Procesión de los farolitos
La procesión de los farolitos es una tradición sanjuanense que se lleva a cabo cada año el 11 de diciembre para dar inicio a las festividades de la Virgen de Guadalupe en San Juan del Río. Sus inicios remontan al año de 1948. 
El inicio de esta tradición data de principio de los años 40, cuando Joaquín Layseca Bermúdez y Carmen Yarza San Román, acompañados de su familia, amigos y de los trabajadores de la Huerta Grande, hacían la peregrinación portando los distintivos farolitos. 
Este es uno de los eventos religiosos de mayor importancia en San Juan del Río en el último siglo. En esta procesión se han llegado a congregar más de 5 mil personas representantes de diversas instituciones como asociaciones parroquiales, escuelas, autoridades municipales, entre otras, para iluminar la avenida Juárez con sus miles de farolitos hasta llegar al Santuario de Nuestra Señora de Guadalupe.
Inicialmente, la peregrinación salía de la Huerta Grande, haciendo el recorrido por el río llegando al Santuario, también conocido como el Templo del Señor del Sacromonte. Posteriormente se cambió el recorrido, donde la peregrinación comenzaba en la Hacienda de la Venta hasta llegar a la antigua parroquia; los precursores de esta tradición portaban velas y antorchas, en la actualidad portan farolitos de papel o celofán. A partir de 1980 aproximadamente, la peregrinación comienza en el Templo de San Juan de Dios y concluye en el atrio parroquial, lugar en el que se realiza la Misa propia de la celebración.
Los que participan en la celebración afirman que significa el peregrinar de la vida, dedicado a la Virgen de Guadalupe y los farolitos representan la fe hacia la virgen. En los últimos años, los niños visten de pastorcitos en honor a Juan Diego que tuvo el privilegio de ver la aparición de la Virgen de Guadalupe. Así, cada 11 de diciembre se ilumina la ciudad y se elevan las oraciones de los fieles a la Reina del Tepeyac.

### Personajes ilustres de San Juan del Río
- Cristóbal Sánchez de Guevara (1580-1644), abogado de la Real Audiencia y Rector de la Real y Pontificia Universidad de México.
- Francisco Javier Gómez de Cervantes (1660-1759), obispo de Puerto Rico y Cancelario de la Universidad Metropolitana de México.
- Reverenda Madre Beatriz María de Jesús Flores (1665-1751), fundadora del Beaterio de Nuestra Señora de los Dolores. Murió en olor de santidad. Su causa de beatificación está suspendida.
- Nicolás Gómez de Cervantes (1668-1734), obispo de Guatemala y Guadalajara. Bajo sus auspicios se construyó el Santuario de nuestra Señora de San Juan de los Lagos, entre otros.
- José Mariano Perrusquía y Rubio (1766-1827), destacado escultor, numerosas obras suyas se encuentran en varios Estados de la República.
- Luis G. Quintanar Soto y Ruiz (1772-1837), destacado general en la guerra de Independencia.
- General José Morán del Villar, Marqués de Vivanco (1774-1841). Soldado distinguido y de destacada cultura. Fundador del H. Colegio Militar en el Castillo de San Carlos en Perote, del Estado Mayor del ejército y del Escalafón General.
- Juan José García Enríquez De Rivera Rebollo Osio y Campo (1775-1837). Diputado del primer Congreso Constituyente, juró por la independencia en Querétaro en 1821. Declarado Benemérito de la Ciudad de Querétaro.
- Diego de Tovar (1783-1717), distinguido insurgente que al lado del cura Hidalgo luchó durante la guerra de Independencia.
- Juan M.ª Wenceslao Sánchez de la Barquera y Morales (1779-1840), iilustre abogado, filósofo, escritor y político, a él se le deben innumerables hechos y obras en beneficio de la nación.
- Ignacio Reyes Rayón (1804-1883), liberal, político, senador por la República y gran orador. Firmó por Querétaro la Constitución de 1857.
- Fray Francisco Parra (1807-1862?). Sanjuanense de gran categoría intelectual, social y religiosa, fue provincial de los Dominicos antes de la guerra de reforma.
- Teniente coronel Francisco Peñuñuri y Morales (1814-1847). Defendió los derechos de la Patria en el Convento de Churubusco.
- María Nestora Téllez Rendón (1828-1889). Maestra, poeta y cuentista notable; su invidencia no fue obstáculo en el mundo de las letras y la enseñanza.
- Rafaela Díaz Torres (1829-1860). Benefactora de la ciudad de San Juan del Río, distinguida por su bondad y gran corazón hacia los pobres.
- Profesor Ángel Ma. Domínguez Quintanar (1831-1905). Notable geógrafo, profesor, escritor, fundado de escuelas y diputado por Querétaro durante la Constitución de 1869.
- Jannet Alegría Peña (1987). Deportista que compitió en Taekwondo. Ganó una medalla de Bronce en los Juegos Panamericanos del 2011 así como una Medalla de Oro en el Campeontato Panamericano de Taekwondo. También compitió en los Juegos Olímpicos de Londres del 2012.

## Hermanamientos
La ciudad de San Juan del Río está Hermanada con las siguientes ciudades alrededor del mundo:
- San Juan, Puerto Rico.[25]
- Chino, Estados Unidos.[26]